# Рождественский археологический комплекс (Татарстан)
Рождественский археологический комплекс — комплекс археологических памятников, включающий в себя поселения и могильники бронзового века, приказанской, азелинской, именьковской, булгарской и других археологических культур.
Находится около села Рождествено Лаишевского района Республики Татарстан.

## История изучения комплекса
Археологические памятники в окрестностях села Рождествено начали привлекать серьёзное внимание исследователей в XIX веке (главным образом, по мере их разрушения). Их фиксировали многие известные учёные и любители древностей, в том числе: Н. А. Головкинский, И. А. Износков, П. И. Кротов, А. А. Штукенберг и другие.

 П. А. Пономарёв доложил сообщение члена-сотрудника Т. Яковлева: «Об исследовании Рождественского кургана в Лаишевском уезде». В названном кургане найдены были женские украшения: серебряное ожерелье с погремушками, браслет, кольцо и несколько кусков серебра. Самый курган, по заключению г. Яковлева, был раньше валом, защищавшим городище, населявшееся булгарами; большая часть его площади смыта рекой Мёшей, на берегу которой он находится. Г. Пономарёв заявил, между прочим, что найденное ожерелье, по его оригинальности, является единственным среди находок этого рода.— Общее Собрание 14 февраля 1888 года // Протоколы заседаний Казанского общества археологии, истории и этнографии / Известия Общества археологии, истории и этнографии при Императорском Казанском университете. — Том VII. — Казань: «Типография Императорского Университета», 1889. — С. V.
Системное изучение Рождественского археологического комплекса началось со второй половины 1940-х годов. Памятники исследовались в 1948, 1951 — 1952 годах Н. Ф. Калининым, в 1956 — 1958 годах В. Ф. Генингом, в 1970 — 1982 годах П. Н. Старостиным, и другими.
История накопления археологических материалов из окрестностей села Рождествено достаточно полно отражена в коллективной работе В. Ф. Генинга, В. Е. Стоянова, Т. А. Хлебниковой, И. С. Вайнера, Е. П. Казакова и Р. К. Валеева «Археологические памятники у села Рождествено Татарской АССР» (1962 год) и в «Археологической карте Татарской АССР» (1981 год).

## Основные результаты раскопок
При раскопках на территории Рождественского археологического комплекса около северного берега Мёшинского залива Куйбышевского водохранилища группой археологов во главе с В. Ф. Генингом были обнаружены погребения позднего бронзового века, поселение именьковской культуры с остатками жилищ, могильник с обрядом сожжения в полном одеянии (в погребениях найдены обожжённые бусы из стекла и камня, оплавленные бронзовые ножи, украшения и детали костюма: привески, накладки и т.п.), а также глиняные сосуды с органическими остатками (предположительно, каши) внутри.
На правом берегу реки Мёши обнаружены остатки булгарского поселения с жилыми постройками-землянками. В вещевом комплексе культурного слоя выявлены бытовые предметы, керамика булгарской культуры домонгольского периода.
В Рождественском V могильнике, открытом в 1970 году, вскрыто 273 погребения, из которых: 1 захоронение относится к позднему бронзовому веку, 101 — к азелинской археологической культуре, 171 — к булгарской (мусульманской) культуре.
В азелинских захоронениях (ориентировочно III — V веков) обнаружены мужские погребения с останками коней, наборами предметов оружия (мечи, наконечники копий, железные кольчуги, шлемы и др.), в женских (в них тоже зафиксированы останки коней) — наборы украшений и деталей костюма.
В ряде мусульманских погребений найдены отдельные вещи (привески), относящиеся к XIV — XV векам.

## Состав комплекса
В состав Рождественского археологического комплекса входят: Рождественские I и II могильники (могильник «Рождественское — I-II») — объект культурного наследия федерального значения (регистрационный номер в едином государственном реестре ОКН №161741307140006), Рождественское селище (селище «Рождественское — IV») — объект культурного наследия федерального значения, Рождественский V могильник.

## Современное состояние
Многие памятники Рождественского археологического комплекса к началу XXI века были размыты водами Куйбышевского водохранилища и безвозвратно утеряны.